# Lymantrichneumon
Lymantrichneumon är ett släkte av steklar som beskrevs av Heinrich 1968. Lymantrichneumon ingår i familjen brokparasitsteklar.
Kladogram enligt Catalogue of Life och Dyntaxa:
| Lymantrichneumon | \| \| Lymantrichneumon birmanicus \| \| \| \| \| \| Lymantrichneumon disparis \| \| \| \| |
|                  | \| \| Lymantrichneumon birmanicus \| \| \| \| \| \| Lymantrichneumon disparis \| \| \| \| |
|                  | Lymantrichneumon birmanicus                                                               |
|                  |                                                                                           |
|                  | Lymantrichneumon disparis                                                                 |
|                  |                                                                                           |

## Bildgalleri

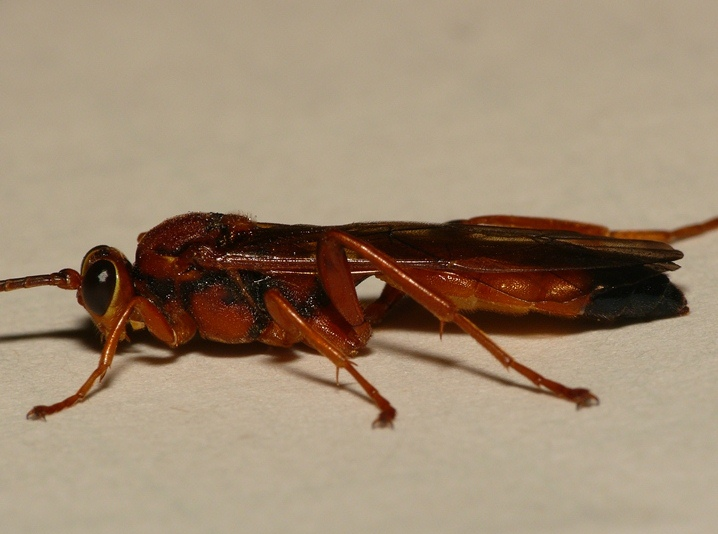
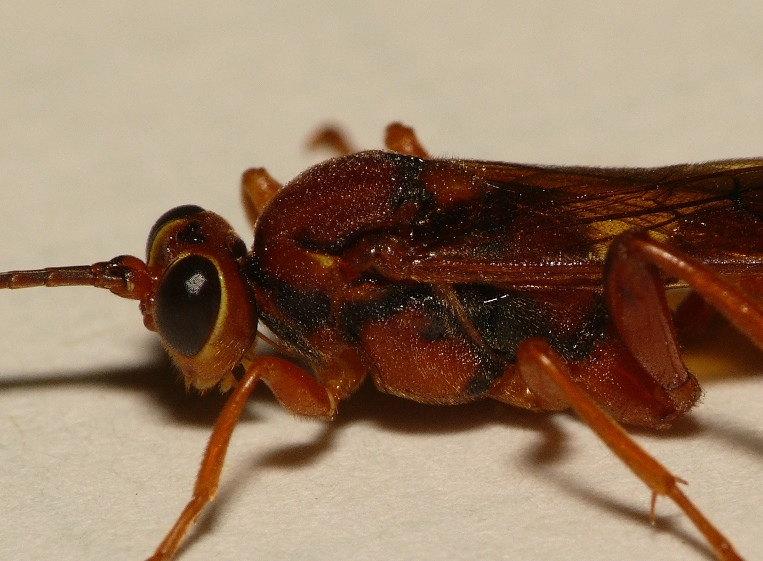
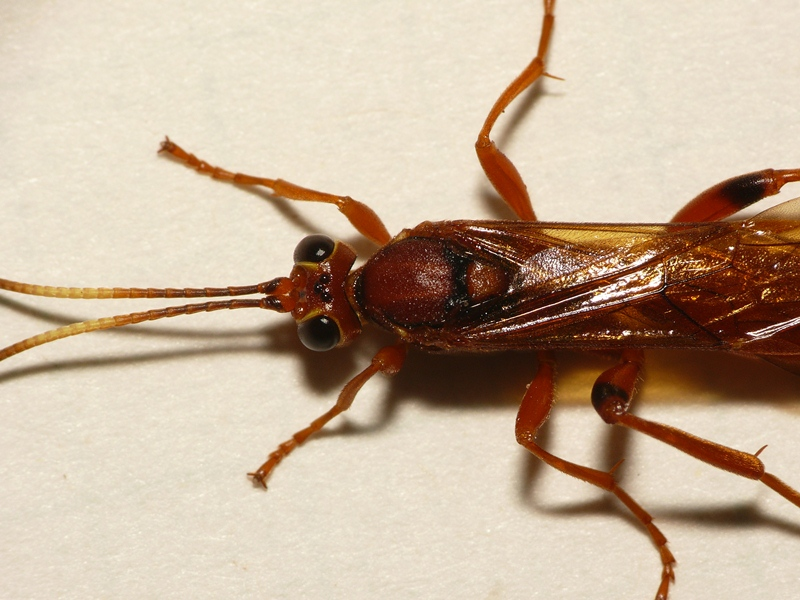
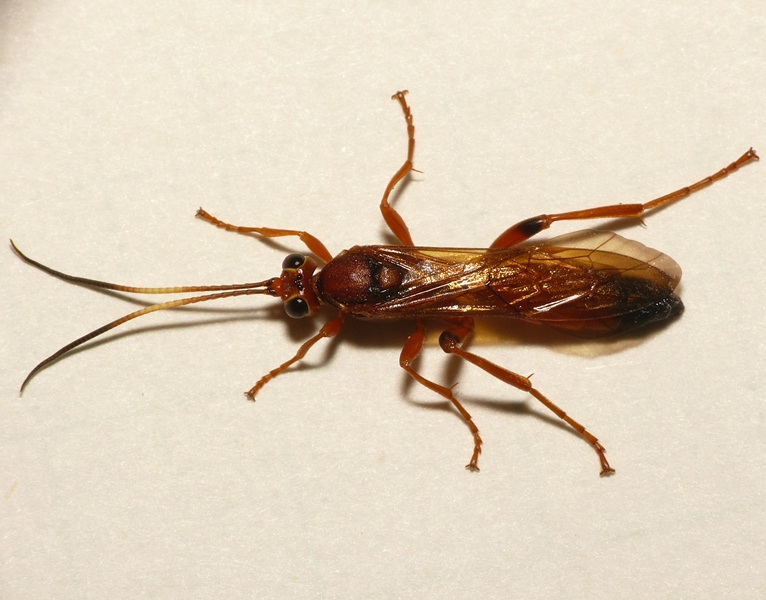